# Symphurus monostigmus
Symphurus monostigmus is een straalvinnige vissensoort uit de familie van hondstongen (Cynoglossidae). De wetenschappelijke naam van de soort is voor het eerst geldig gepubliceerd in 2006 door Munroe.